# Яблоновка (Сумская область)
Яблоно́вка (укр. Яблунівка; до 2016 г. Червонопра́порное) — село, Кияницкий сельский совет, Сумский район, Сумская область, Украина.
Код КОАТУУ — 5924785909. Население по переписи 2001 года составляло 168 человек.

## Географическое положение
Село Яблоновка находится недалеко от истоков реки Снагость. На расстоянии до 3-х км расположены сёла Беловоды, Юнаковка и посёлок Варачино. Рядом проходит автомобильная дорога Н-07.

## Экономика
- Молочно-товарная ферма.